# Heliconia angusta
Heliconia angusta är en enhjärtbladig växtart som beskrevs av Vell. Heliconia angusta ingår i släktet Heliconia och familjen Heliconiaceae. Inga underarter finns listade.

## Bildgalleri

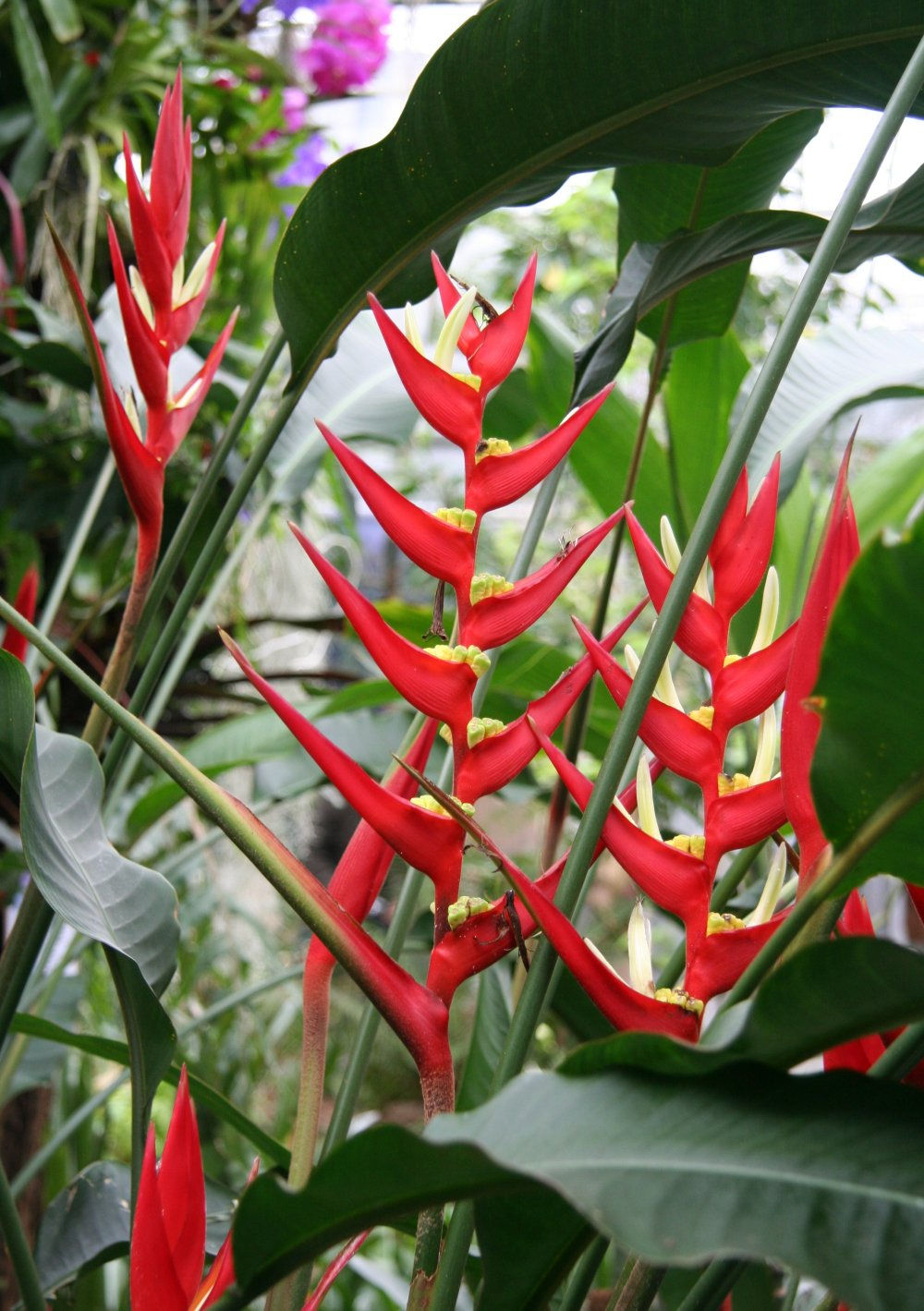
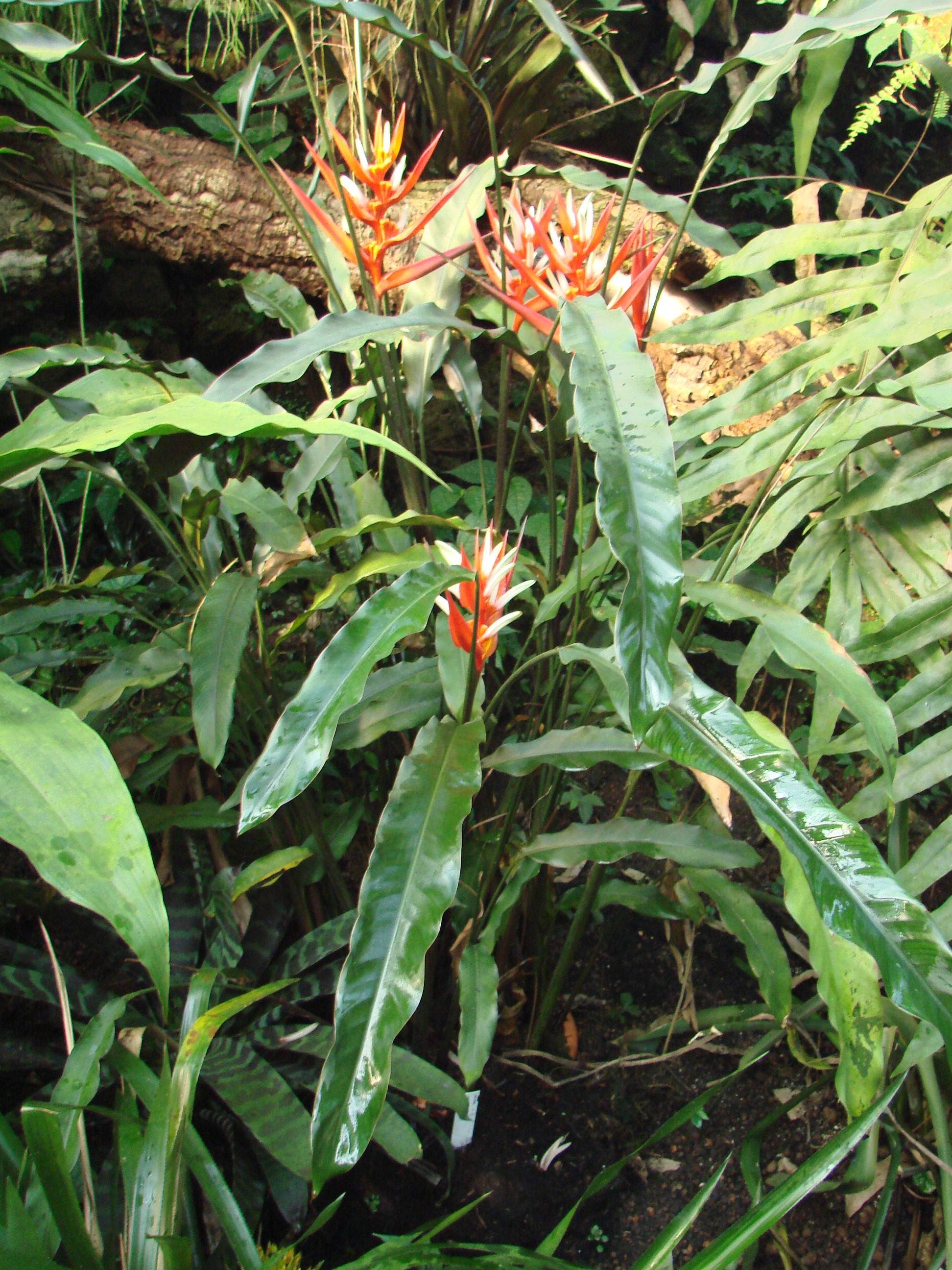
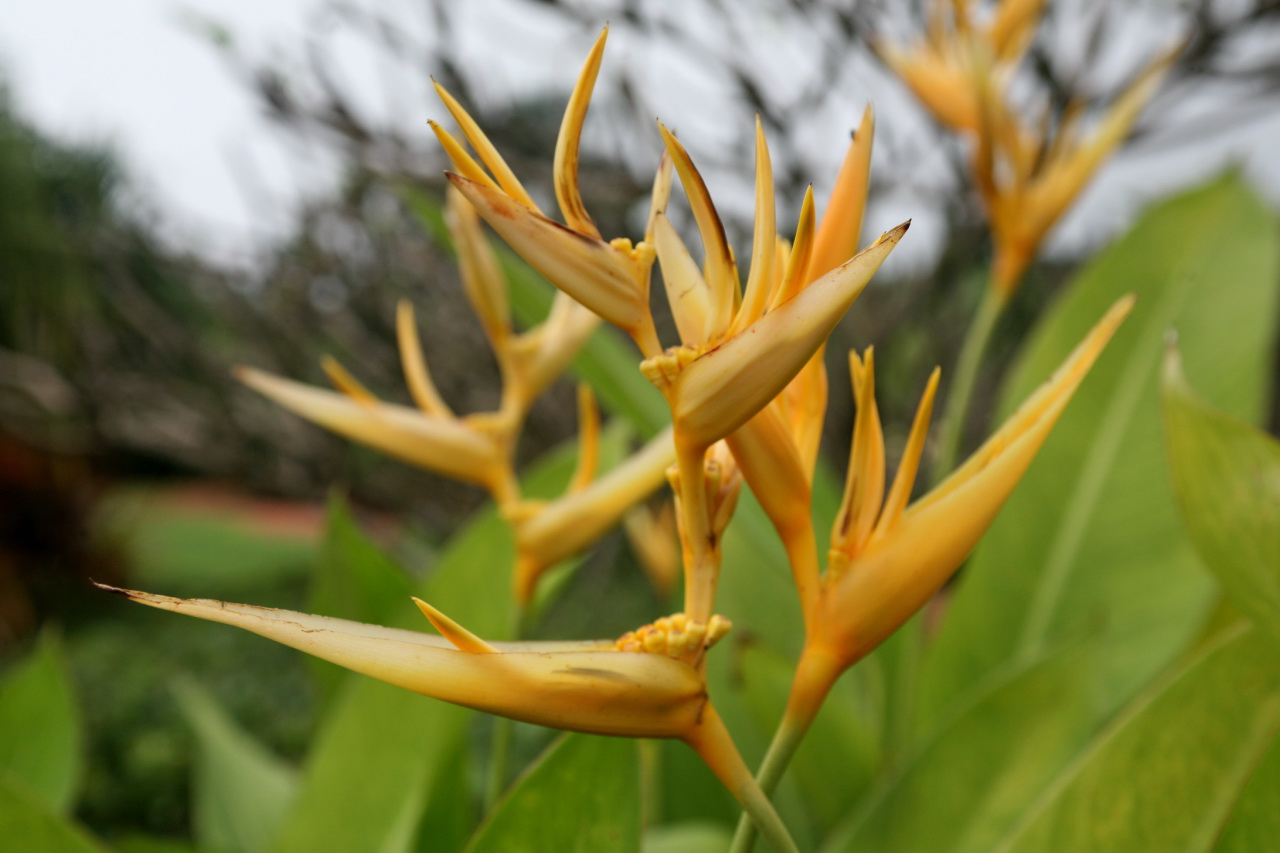
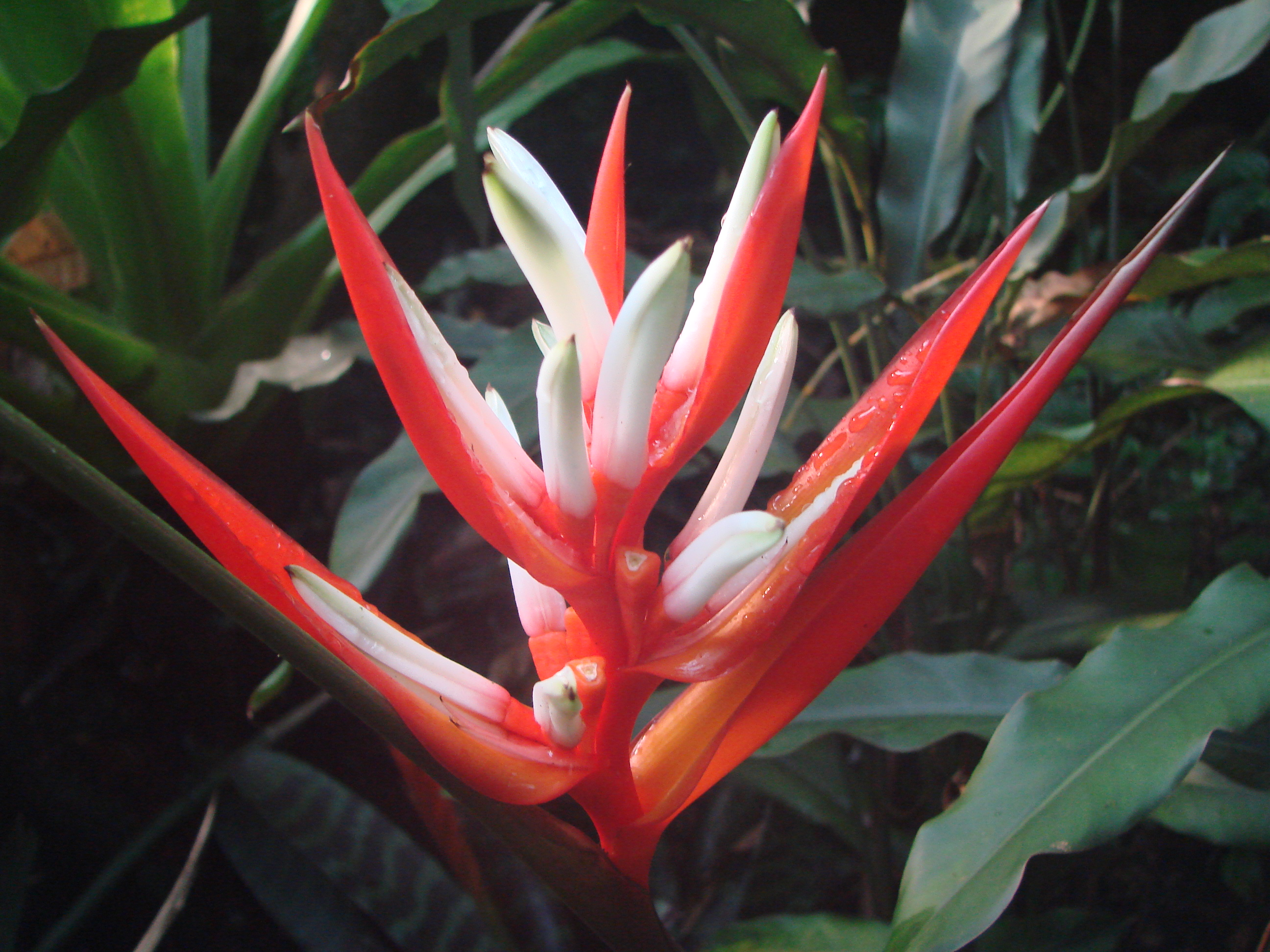